# Municipalità regionali di contea e territori equivalenti del Québec
La provincia canadese del Québec è suddivisa per scopi statistici in Municipalità Regionali di Contea (RCM o MRC) e territori equivalenti (TE). Ogni suddivisione ha un codice specifico determinato dall'Institut de la Statistique du Québec e dalle regioni amministrative di appartenenza.
Le MRC sono unità amministrative sopralocali, sebbene non tutte le municipalità della provincia facciano parte di una MRC. Per scopi statistici alcune municipalità (per lo più riserve indiane) vengono accorpate alle MRC, a cui non appartengono amministrativamente, costituendo così delle municipalités régionales de comté géographiques (MRCG) al posto di quelle giuridiche, dette municipalités régionales de comté juridiques (MRCJ). Le municipalità rimanenti sono raggruppate in territori equivalenti alle MRC (territoires équivalents à une MRC) o TE, anch'essi considerati MRCG. Le MRCG coprono quindi la totalità del territorio della provincia e non si sovrappongono.
Esistono 86 MRC e 18 TE nel Québec, per un totale di 104 MRCG. Dodici TE corrispondono esattamente alle città o agglomerazioni urbane e altre due, Québec e La Tuque corrispondono all'incirca. 

## Lista
Sono segnalate le municipalità con almeno 5.000 abitanti, mentre quelle con più di 20.000 abitanti sono evidenziate. Il capoluogo della MRC è indicato con un asterisco (*), se la sua popolazione è minore di 5.000 abitanti appare in corsivo.
| Regione                          | Tipo | Codice | Nome                        | Comunità maggiori |
| -------------------------------- | ---- | ------ | --------------------------- | --- |
| 01 Bas-Saint-Laurent             | MRC  | 07     | La Matapédia                | Amqui* (V) |
| 01 Bas-Saint-Laurent             | MRC  | 08     | La Matanie                  | Matane* (V) |
| 01 Bas-Saint-Laurent             | MRC  | 09     | La Mitis                    | Mont-Joli* (V) |
| 01 Bas-Saint-Laurent             | MRC  | 10     | Rimouski-Neigette           | Rimouski* (V) |
| 01 Bas-Saint-Laurent             | MRC  | 11     | Les Basques                 | Trois-Pistoles* (V) |
| 01 Bas-Saint-Laurent             | MRC  | 12     | Rivière-du-Loup             | Rivière-du-Loup* (V) |
| 01 Bas-Saint-Laurent             | MRC  | 13     | Témiscouata                 | Témiscouata-sur-le-Lac* (V) |
| 01 Bas-Saint-Laurent             | MRC  | 14     | Kamouraska                  | Saint-Pascal* (V) |
| 02 Saguenay-Lac-Saint-Jean       | MRC  | 91     | Le Domaine-du-Roy           | Roberval* (V), Saint-Félicien (V) |
| 02 Saguenay-Lac-Saint-Jean       | MRC  | 92     | Maria-Chapdelaine           | Dolbeau-Mistassini* (V) |
| 02 Saguenay-Lac-Saint-Jean       | MRC  | 93     | Lac-Saint-Jean-Est          | Alma* (V) |
| 02 Saguenay-Lac-Saint-Jean       | TE   | 941    | Saguenay                    | Saguenay (V) |
| 02 Saguenay-Lac-Saint-Jean       | MRC  | 942    | Le Fjord-du-Saguenay        | Saint-Honoré* (M) |
| 03 Capitale-Nationale            | MRC  | 15     | Charlevoix-Est              | La Malbaie (V), Clermont* (V) |
| 03 Capitale-Nationale            | MRC  | 16     | Charlevoix                  | Baie-Saint-Paul* (V) |
| 03 Capitale-Nationale            | MRC  | 20     | L'Île-d'Orléans             | Sainte-Famille-de-l'Île-d'Orléans* (P) |
| 03 Capitale-Nationale            | MRC  | 21     | La Côte-de-Beaupré          | Château-Richer* (V), Boischatel (M) |
| 03 Capitale-Nationale            | MRC  | 22     | La Jacques-Cartier          | Sainte-Catherine-de-la-Jacques-Cartier (V), Shannon* (M), Stoneham-et-Tewkesbury (CU), Lac-Beauport (M) |
| 03 Capitale-Nationale            | TE   | 23     | Québec                      | Québec (V), Saint-Augustin-de-Desmaures (V), L'Ancienne-Lorette (V) |
| 03 Capitale-Nationale            | MRC  | 34     | Portneuf                    | Pont-Rouge (V), Donnacona (V), Cap-Santé* (V), Saint-Raymond (V) |
| 04 Mauricie                      | MRC  | 35     | Mékinac                     | Saint-Tite* (V) |
| 04 Mauricie                      | TE   | 36     | Shawinigan                  | Shawinigan |
| 04 Mauricie                      | TE   | 371    | Trois-Rivières              | Trois-Rivières |
| 04 Mauricie                      | MRC  | 372    | Les Chenaux                 | Saint-Luc-de-Vincennes* (M), Notre-Dame-du-Mont-Carmel (P) |
| 04 Mauricie                      | MRC  | 51     | Maskinongé                  | Louiseville* (V), Saint-Boniface (M) |
| 04 Mauricie                      | TE   | 90     | La Tuque                    | La Tuque (V) |
| 05 Estrie                        | MRC  | 30     | Le Granit                   | Lac-Mégantic* (V) |
| 05 Estrie                        | MRC  | 40     | Les Sources                 | Val-des-Sources* (V) |
| 05 Estrie                        | MRC  | 41     | Le Haut-Saint-François      | Cookshire-Eaton* (V) |
| 05 Estrie                        | MRC  | 42     | Le Val-Saint-François       | Windsor (V), Richmond* (V) |
| 05 Estrie                        | TE   | 43     | Sherbrooke                  | Sherbrooke (V) |
| 05 Estrie                        | MRC  | 44     | Coaticook                   | Coaticook* (V) |
| 05 Estrie                        | MRC  | 45     | Memphrémagog                | Magog* (V) |
| 06 Montréal                      | TE   | 66     | Montréal                    | Montréal (V), Westmount (V), Montreal West (V), Côte-Saint-Luc (V), Hampstead (V), Mont-Royal (V), Dorval (V), Pointe-Claire (V), Kirkland (V), Beaconsfield (V), Sainte-Anne-de-Bellevue (V), Dollard-des-Ormeaux (V) |
| 07 Outaouais                     | MRC  | 80     | Papineau                    | Papineauville* (M) |
| 07 Outaouais                     | TE   | 81     | Gatineau                    | Gatineau (V) |
| 07 Outaouais                     | MRC  | 82     | Les Collines-de-l'Outaouais | Val-des-Monts (M), Cantley (M), Chelsea* (M), Pontiac (M), La Pêche (M), L'Ange-Gardien (M) |
| 07 Outaouais                     | MRC  | 83     | La Vallée-de-la-Gatineau    | Gracefield* (V) |
| 07 Outaouais                     | MRC  | 84     | Pontiac                     | Campbell's Bay* (M) |
| 08 Abitibi-Témiscamingue         | MRC  | 85     | Témiscamingue               | Ville-Marie* (V) |
| 08 Abitibi-Témiscamingue         | TE   | 86     | Rouyn-Noranda               | Rouyn-Noranda (V) |
| 08 Abitibi-Témiscamingue         | MRC  | 87     | Abitibi-Ouest               | La Sarre* (V) |
| 08 Abitibi-Témiscamingue         | MRC  | 88     | Abitibi                     | Amos* (V) |
| 08 Abitibi-Témiscamingue         | MRC  | 89     | La Vallée-de-l'Or           | Val-d'Or* (V) |
| 09 Côte-Nord                     | MRC  | 95     | La Haute-Côte-Nord          | Les Escoumins* (M) |
| 09 Côte-Nord                     | MRC  | 96     | Manicouagan                 | Baie-Comeau* (V) |
| 09 Côte-Nord                     | MRC  | 971    | Sept-Rivières               | Sept-Îles* (V), Port-Cartier (V) |
| 09 Côte-Nord                     | MRC  | 972    | Caniapiscau                 | Fermont* (V) |
| 09 Côte-Nord                     | MRC  | 981    | Minganie                    | Havre-Saint-Pierre* (M) |
| 09 Côte-Nord                     | TE   | 982    | Le Golfe-du-Saint-Laurent   | Côte-Nord-du-Golfe-du-Saint-Laurent* (M) |
| 10 Nord-du-Québec                | TE   | 991    | Jamésie                     | Chibougamau (V) |
| 10 Nord-du-Québec                | TE   | 992    | Kativik                     | Kuujjuaq* |
| 10 Nord-du-Québec                | TE   | 993    | Eeyou Istchee               | Chisasibi* (TC) |
| 11 Gaspésie-Îles-de-la-Madeleine | TE   | 01     | Isole della Maddalena       | Les Îles-de-la-Madeleine (M) |
| 11 Gaspésie-Îles-de-la-Madeleine | MRC  | 02     | Le Rocher-Percé             | Chandler* (V) |
| 11 Gaspésie-Îles-de-la-Madeleine | MRC  | 03     | La Côte-de-Gaspé            | Gaspé* (V) |
| 11 Gaspésie-Îles-de-la-Madeleine | MRC  | 04     | La Haute-Gaspésie           | Sainte-Anne-des-Monts* (V) |
| 11 Gaspésie-Îles-de-la-Madeleine | MRC  | 05     | Bonaventure                 | New Carlisle* (M) |
| 11 Gaspésie-Îles-de-la-Madeleine | MRC  | 06     | Avignon                     | Nouvelle* (M) |
| 12 Chaudière-Appalaches          | MRC  | 17     | L'Islet                     | Saint-Jean-Port-Joli* (M) |
| 12 Chaudière-Appalaches          | MRC  | 18     | Montmagny                   | Montmagny* (V) |
| 12 Chaudière-Appalaches          | MRC  | 19     | Bellechasse                 | Saint-Henri (M), Saint-Lazare-de-Bellechasse* (M) |
| 12 Chaudière-Appalaches          | TE   | 251    | Lévis                       | Lévis (V) |
| 12 Chaudière-Appalaches          | MRC  | 26     | La Nouvelle-Beauce          | Sainte-Marie* (V), Saint-Lambert-de-Lauzon (P) |
| 12 Chaudière-Appalaches          | MRC  | 27     | Beauce-Centre               | Beauceville* (V), Saint-Joseph-de-Beauce (V) |
| 12 Chaudière-Appalaches          | MRC  | 28     | Les Etchemins               | Lac-Etchemin* (M) |
| 12 Chaudière-Appalaches          | MRC  | 29     | Beauce-Sartigan             | Saint-Georges* (V) |
| 12 Chaudière-Appalaches          | MRC  | 31     | Les Appalaches              | Thetford Mines* (V) |
| 12 Chaudière-Appalaches          | MRC  | 33     | Lotbinière                  | Saint-Apollinaire (M), Sainte-Croix* (M) |
| 13 Laval                         | TE   | 65     | Laval                       | Laval (V) |
| 14 Lanaudière                    | MRC  | 52     | D'Autray                    | Lavaltrie (V), Berthierville* (V), Lanoraie (M) |
| 14 Lanaudière                    | MRC  | 60     | L'Assomption                | Charlemagne (V), L'Assomption* (V), L'Épiphanie (V), Repentigny (V) |
| 14 Lanaudière                    | MRC  | 61     | Joliette                    | Joliette* (V), Notre-Dame-des-Prairies (V), Saint-Charles-Borromée (V), Saint-Paul (M) |
| 14 Lanaudière                    | MRC  | 62     | Matawinie                   | Saint-Félix-de-Valois (M), Rawdon* (M), Chertsey (M) |
| 14 Lanaudière                    | MRC  | 63     | Montcalm                    | Saint-Calixte (M), Saint-Lin-Laurentides (V), Saint-Roch-de-l'Achigan (M), Sainte-Julienne* (M) |
| 14 Lanaudière                    | MRC  | 64     | Les Moulins                 | Terrebonne* (V), Mascouche (V) |
| 15 Laurentides                   | MRC  | 72     | Deux-Montagnes              | Deux-Montagnes (V), Oka (M), Pointe-Calumet (M), Saint-Eustache* (V), Saint-Joseph-du-Lac (M), Sainte-Marthe-sur-le-Lac (V)                                                                                            |
| 15 Laurentides                   | MRC  | 73     | Thérèse-De Blainville       | Boisbriand (V), Sainte-Thérèse* (V), Blainville (V), Rosemère (V), Lorraine (V), Bois-des-Filion (V), Sainte-Anne-des-Plaines (V)                                                                                      |
| 15 Laurentides                   | TE   | 74     | Mirabel                     | Mirabel |
| 15 Laurentides                   | MRC  | 75     | La Rivière-du-Nord          | Saint-Colomban (P), Saint-Jérôme* (V), Sainte-Sophie (V), Prévost (V), Saint-Hippolyte (P) |
| 15 Laurentides                   | MRC  | 76     | Argenteuil                  | Lachute* (V), Brownsburg-Chatham (V) |
| 15 Laurentides                   | MRC  | 77     | Les Pays-d'en-Haut          | Sainte-Adèle* (V), Saint-Sauveur (V) |
| 15 Laurentides                   | MRC  | 78     | Les Laurentides             | Sainte-Agathe-des-Monts (V), Mont-Blanc* (M), Mont-Tremblant (V), Val-David (VM) |
| 15 Laurentides                   | MRC  | 79     | Antoine-Labelle             | Mont-Laurier* (V) |
| 16 Montérégie                    | MRC  | 46     | Brome-Missisquoi            | Lac-Brome (V), Bromont (V), Cowansville* (V), Farnham (V) |
| 16 Montérégie                    | MRC  | 47     | La Haute-Yamaska            | Granby* (V), Shefford (CT) |
| 16 Montérégie                    | MRC  | 48     | Acton                       | Acton Vale* (V) |
| 16 Montérégie                    | MRC  | 53     | Pierre-De Saurel            | Sorel-Tracy* (V) |
| 16 Montérégie                    | MRC  | 54     | Les Maskoutains             | Saint-Pie (V), Saint-Hyacinthe* (V) |
| 16 Montérégie                    | MRC  | 55     | Rouville                    | Saint-Césaire (V), Marieville* (V), Richelieu (V) |
| 16 Montérégie                    | MRC  | 56     | Le Haut-Richelieu           | Saint-Jean-sur-Richelieu* (V) |
| 16 Montérégie                    | MRC  | 57     | La Vallée-du-Richelieu      | Chambly (V), Carignan (V), Saint-Basile-le-Grand (V), McMasterville* (M), Otterburn Park (V), Mont-Saint-Hilaire (V), Beloeil (V)                                                                                      |
| 16 Montérégie                    | TE   | 58     | Longueuil                   | Brossard (V), Saint-Lambert (V), Boucherville (V), Saint-Bruno-de-Montarville (V), Longueuil (V) |
| 16 Montérégie                    | MRC  | 59     | Marguerite-D'Youville       | Sainte-Julie* (V), Saint-Amable (M), Varennes (V), Verchères* (M), Contrecœur (V) |
| 16 Montérégie                    | MRC  | 67     | Roussillon                  | Saint-Philippe (V), La Prairie (V), Candiac (V), Delson (V), Sainte-Catherine (V), Saint-Constant* (V), Mercier (V), Châteauguay (V)                                                                                   |
| 16 Montérégie                    | MRC  | 68     | Les Jardins-de-Napierville  | Napierville* (VL), Saint-Rémi (V) |
| 16 Montérégie                    | MRC  | 69     | Le Haut-Saint-Laurent       | Huntingdon* (V) |
| 16 Montérégie                    | MRC  | 70     | Beauharnois-Salaberry       | Beauharnois* (V), Sainte-Martine (M), Salaberry-de-Valleyfield (V) |
| 16 Montérégie                    | MRC  | 71     | Vaudreuil-Soulanges         | Coteau-du-Lac (V), Hudson (V), L'Île-Perrot (V), Les Cèdres (V), Les Coteaux (M), Notre-Dame-de-l'Île-Perrot (V), Pincourt (V), Rigaud (V), Saint-Lazare (V), Saint-Zotique (M), Vaudreuil-Dorion* (V)                 |
| 17 Centre-du-Québec              | MRC  | 32     | L'Érable                    | Princeville (V), Plessisville* (V) |
| 17 Centre-du-Québec              | MRC  | 38     | Bécancour                   | Bécancour* (V) |
| 17 Centre-du-Québec              | MRC  | 39     | Arthabaska                  | Victoriaville* (V) |
| 17 Centre-du-Québec              | MRC  | 49     | Drummond                    | Drummondville* (V) |
| 17 Centre-du-Québec              | MRC  | 50     | Nicolet-Yamaska             | Nicolet* (V) |

## Divisioni censuarie
L'ufficio statistico del Canada divide il Quebec in 98 divisioni censuarie. 